# Número de Wolf

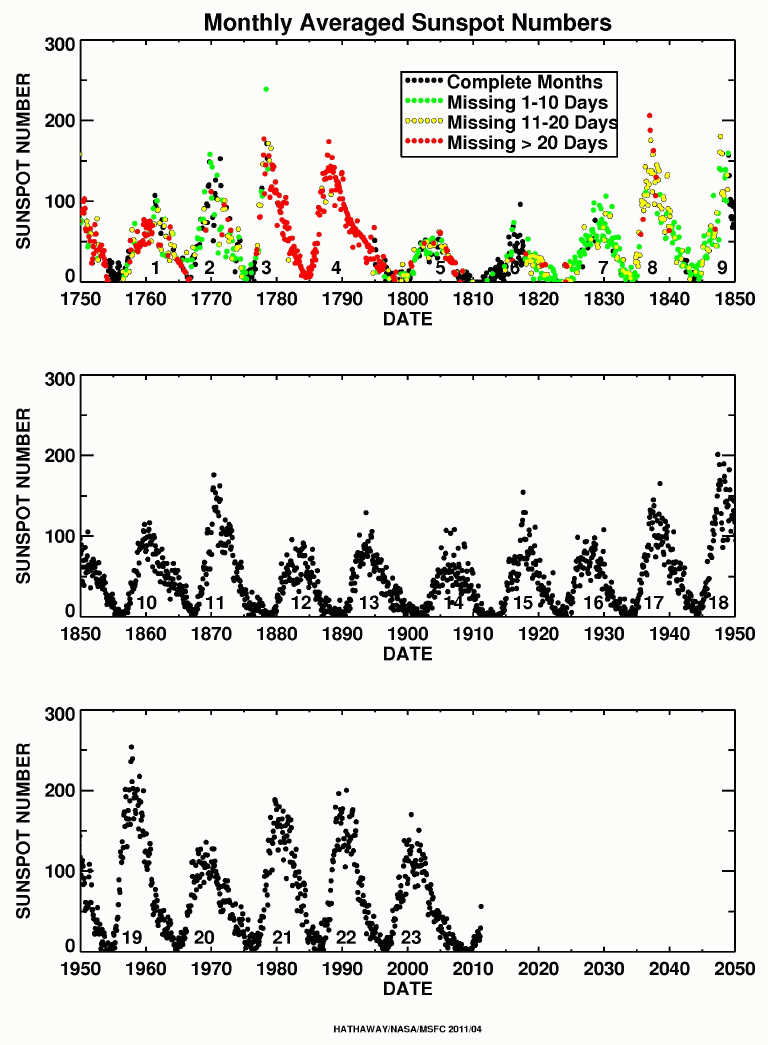
El número de Wolf desde 1750.

El número de Wolf (también conocido como el International sunspot number o Número de Zúrich) es una cantidad que mide el número y tamaño de las manchas solares.
La idea de computar los números de las manchas solares fue ideada por Rudolf Wolf en 1848 en Zúrich, Suiza, y así el procedimiento tiene su nombre o el del lugar. La combinación de manchas solar y grupos se usa porque compensa para las variaciones observando las manchas solares pequeñas.
Este número ha sido usado por investigadores durante unos 300 años. Han encontrado que la actividad solar es cíclica y alcanza su máximo alrededor de cada 9.5 a 11 años (nota: correspondiente a los datos de SIDC Archivado el 3 de agosto de 2017 en Wayback Machine. durante los últimos 300 años y ejecutando la transformada de Fourier, se obtiene para el ciclo una duración de 10,4883 años. Este ciclo fue descubierto por Heinrich Schwabe en 1843.)
El número de Wolf se computa como un índice diario de actividad solar:
| Símbolo           | Nombre                              |
| ----------------- | ----------------------------------- |
| {\displaystyle R} | Número de la mancha solar relativo  |
| {\displaystyle s} | Número de manchas individuales      |
| {\displaystyle g} | Número de grupos de la mancha solar |
| {\displaystyle k} | Factor del observatorio             |

k es un factor que varía con la situación e instrumentación